# Earl Granville

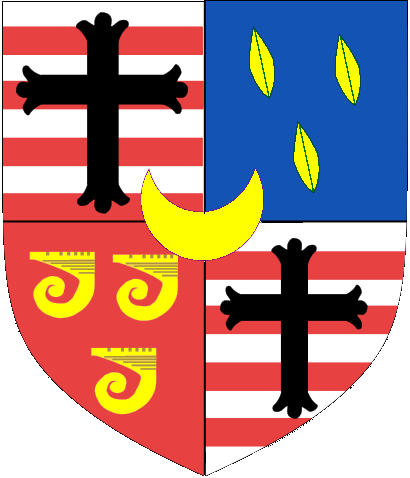
Wappen der Earls Granville (zweiter Verleihung)

Earl Granville ist ein erblicher britischer Adelstitel in der Peerage of the United Kingdom, benannt nach der Stadt Granville in der Normandie in Frankreich. Er war zuvor bereits einmal in der Peerage of Great Britain verliehen worden.

## Verleihungen und nachgeordnete Titel
Die erste Verleihung erfolgte am 1. Januar 1715 in der Peerage of Great Britain an Grace Carteret. Zusammen mit der Earlswürde wurde ihr auch der nachgeordnete Titel Viscountess Carteret verliehen. Die Titel sollte eigentlich ihr Ehemann Georg Carteret erhalten, der bereits 1685 zum Baron Carteret, of Hawnes, in der Peerage of England gemacht worden war. Dieser verstarb jedoch 1695 vor der Erhebung. Die Familie war normannischen Ursprungs und auf den Kanalinseln ansässig. Ihr Sohn und Erbe, der 2. Earl, hatte von ihrem verstorbenen Gatten auch dessen Titel 2. Baron Carteret und 3. Baronet, of Metesches in the Island of Jersey, geerbt, die fortan als nachgeordnete Titel des Earls geführt wurden. Letztere Baronetcy war seinem Großvater 1645 in der Baronetage of England verliehen worden. Die Titel erloschen, als der 3. Earl am 13. Februar 1776 kinderlos verstarb.

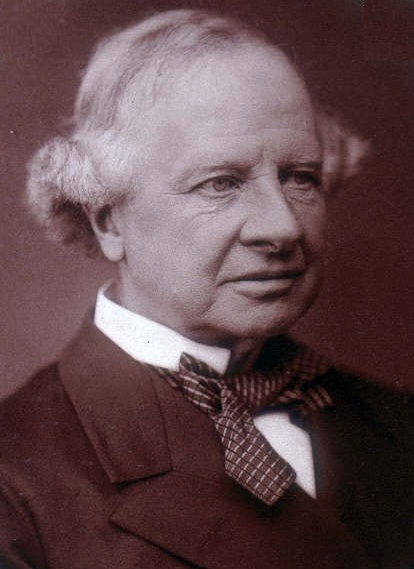
Granville George Leveson-Gower, 2. Earl Granville

John Carteret, 2. Earl Granville, hatte seinen Enkel Henry Frederick Thynne, den jüngeren Sohn seiner Tochter Lady Louisa Carteret und Bruder des 3. Viscount Weymouth, zu seinem Erben eingesetzt, falls sein Sohn Robert Carteret, 3. Earl Granville ohne männliche Erben sterben würde. Als dieser 1776 tatsächlich ohne Erben starb, erbte Thynne die Besitzungen des Earls und änderten seinen Namen in Carteret. Am 29. Januar 1784 wurde er zum Baron Carteret, of Hawnes in the County of Bedford, erhoben, dabei wurde festgelegt, dass er den Titel auch an die jüngeren Söhne seines Bruders vererben durfte, falls er ohne Nachkommen starb. Nachdem jedoch auch diese beiden kinderlos gestorben waren, erlosch der Titel am 10. März 1849 wieder.
Am 10. Mai 1833 wurde der Titel Earl Granville in der Peerage of the United Kingdom erneut vergeben, dieses Mal an den berühmten Diplomaten Granville Leveson-Gower, 1. Viscount Granville. Dieser war ein Urgroßneffe von Grace Carteret, ein jüngerer Sohn von Granville Leveson-Gower, 1. Marquess of Stafford, und ein Halbbruder von George Granville Leveson-Gower, 1. Duke of Sutherland. Der jeweilige Earl steht daher auch in der Erbfolge für den Titel eines Marquess of Stafford und der Titel, welche diesem nachgeordnet sind. Diese werden heute vom Duke of Sutherland geführt.
Zusammen mit der Earlswürde wurde dem 1. Earl zweiter Verleihung der nachgeordnete Titel Baron Leveson, of Stone in the County of Stafford verliehen. Bereits am 12. August 1815 war er zum Viscount Granville, of Stone Park in the County of Stafford, erhoben worden. Der Titelerbe führt den Höflichkeitstitel Lord Leveson.

## Liste der Earls Granville, Barone Carteret und Carteret Baronets

### Carteret Baronets, of Metesches (1645)
- Sir George Carteret, 1. Baronet (etwa 1610–1680)
- Sir George Carteret, 2. Baronet (1669–1695) (1681 zum  Baron Carteret erhoben)

### Barone Carteret, erste Verleihung (1681)
- George Carteret, 1. Baron Carteret (1669–1695)
- John Carteret, 2. Baron Carteret (1690–1763) (erbte 1744 den Titel Earl Granville)

### Earls Granville, erste Verleihung (1715)
- Grace Carteret, 1. Countess Granville (1667–1744)
- John Carteret, 2. Earl Granville (1690–1763)
- Robert Carteret, 3. Earl Granville (1721–1776)

### Barone Carteret, zweite Verleihung (1784)
- Henry Carteret, 1. Baron Carteret (1735–1826)
- George Thynne, 2. Baron Carteret (1770–1838)
- John Thynne, 3. Baron Carteret (1772–1849)

### Earls Granville, zweite Verleihung (1833)
- Granville Leveson-Gower, 1. Earl Granville (1773–1846)
- Granville George Leveson-Gower, 2. Earl Granville (1815–1891)
- Granville George Leveson-Gower, 3. Earl Granville (1872–1939)
- William Spencer Leveson-Gower, 4. Earl Granville (1880–1953)
- Granville James Leveson-Gower, 5. Earl Granville (1918–1996)
- (Granville George) Fergus Leveson-Gower, 6. Earl Granville (* 1959)

Titelerbe (Heir apparent) ist der Sohn des jetzigen Earls, Granville George James Leveson-Gower, Lord Leveson (* 1999).

## Sonstiges
Der Nachname des jetzigen Inhabers des Titels wird „Looson-Gore“ ausgesprochen.